# Dhul-Nun al-Misri
Dhūl-Nūn Abū l-Fayḍ Thawbān b. Ibrāhīm al-Miṣrī (en árabe: ذو النون المصري; m. Guiza en 245/859 o 248/862), a menudo abreviado como Dhūl-Nūn al-Miṣrī o Zūl-Nūn al-Miṣrī, fue un místico y asceta egipcio musulmán de origen nubio. Nacido en el Alto Egipto en 796, al parecer estudió algunas disciplinas académicas escolásticas como alquimia, medicina o filosofía griega en su juventud, antes de pasar a formarse con el mentor místico Saʿdūn en El Cairo, quien es descrito en los relatos tradicionales de Dhul-Nun como su «maestro y guía espiritual». Celebrado por su legendaria sabiduría tanto por sus coetáneos como por pensadores musulmanes posteriores, Dhul-Nun es venerado en el tradicional islam suní como uno de los grandes santos de los primeros tiempos del sufismo.

## Biografía
Dhul-Nun es uno de los santos más destacados de la tradición primigenia del islam porque aparece «en los más antiguos relatos del sufismo como figura líder de su generación». A menudo citado como maestro espiritual del erudito persa Sahl al-Tustari (c. 818-896), las hagiografías tradicionales reflejan que este rehusó participar en los discursos místicos hasta después de la muerte de Dhul-Nun como una forma de reconocer la enorme sabiduría y conocimientos (gnosis) de su maestro.
Dhul-Nun al-Misri está considerado entre los más prominentes santos del primer sufismo y ocupa una posición en las crónicas sufíes tan elevada como las de Junaid de Bagdad (m. 910) y Bayazid Bastami (m. 874). Estudió con varios maestros y viajó mucho por Arabia y Siria. En 829 fue arrestado acusado de herejía y encarcelado en Bagdad, pero después fue liberado por orden del califa y devuelto a El Cairo, donde falleció en 859 y donde se encuentra su tumba.

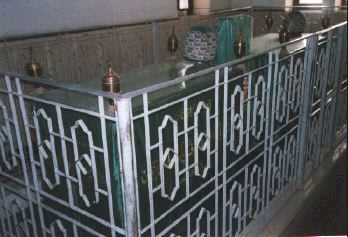
Tumba de Dhul-Nun al-Misri (796-859) en la Ciudad de los Muertos de El Cairo.

El nombre de Dhul-Nun está relacionado con un incidente en un viaje marítimo. Fue falsamente acusado de robar una joya de un mercader. Gritó: «Oh Creador, Tú sabes la verdad», tras lo que una gran cantidad de peces elevaron sus cabezas sobre las olas llevando cada uno una joya en su boca.
Dhul-Nun también es un legendario alquimista y taumaturgo que se supone conocía el secreto de los jeroglíficos egipcios. Sus dichos y poemas, que son extremadamente densos y ricos en imaginería mística, enfatizan el conocimiento o gnosis (marifah) por encima del miedo (makhafah) o el amor (mahabbah), los otros dos grandes caminos de la realización espiritual en el sufismo. No ha sobrevivido ninguno de sus escritos, pero la tradición oral conserva una vasta colección de poemas, dichos y aforismos atribuidos a Dhul-Nun. El líder religioso indio Osho (1931-1990) lo mencionó como «un místico sufí egipcio, uno de los más grandes que alguna vez ha caminado sobre la Tierra».